# 玉依媛
玉依媛（たまよりひめ）又名玉櫛媛（たまくしひめ），為日本神話裡出現的女性，三島湟咋之女，初代皇后姬蹈鞴五十鈴姬命的母親。
別名為三嶋溝咋姬（みぞくひひめ）、勢夜陀多良比賣（せやたたらひめ）、三島溝杭姬、三嶋溝樴姬、溝咋玉櫛媛、活玉依姬、活玉依毘賣命（イキタマヨリビメノミコト）等。

## 概要

### 日本書紀之記載
據《日本書紀》卷第一神代上第八段一書（六）記載，事代主神化為八尋熊鰐，通三島溝槭姬（或云玉櫛姬）而生兒姬蹈鞴五十鈴姬命，是為神日本磐余彥火火出見天皇之后。其夫婿記作「事代主神」，這是和《古事記》迥異之處。

### 先代舊事本紀之記載
據《先代舊事本紀》之「地祇本紀」記載，都味歯八重事代主神（つみはやえことしろぬし の かみ）化成八尋熊鰐，與三島溝杭（みしまのみぞくい）之女活玉依姫（いくたまより）通婚，生下三子。
- 天日方奇日方命（あめのひがたくしひがた の みこと、阿田都久志尼命） 
為神武天皇時代的申食國政大夫。三輪氏、賀茂氏的祖先。
- 姬蹈鞴五十鈴姬命（ひめたたらいすずひめ の みこと） 
為神武天皇的皇后，綏靖天皇的母親。
- 五十鈴依姫命（いすずよりひめ の みこと） 
為綏靖天皇的皇后，安寧天皇的母親。

### 古事記之記載
根據《古事記》中卷神武天皇段的記載，神武天皇完成東征大業後尋求皇后，大久米命告訴他一個故事：三島湟咋（みしまのみぞくひ）之女勢夜陀多良比賣是個沉魚落雁的美女，大物主神立刻被她吸引，化作紅色之箭，趁勢夜陀多良比賣大便時順溝流而下，刺向其女陰。勢夜陀多良比賣大驚並立刻回家，將箭矢置於床邊。箭矢變回大物主神，與勢夜陀多良比賣結婚並生下富登多多良伊須須岐比賣命（ほとたたらいすすきひめ の みこと），又名比賣多多良伊須須氣余理比賣（ひめたたらいすすきよりひめ の みこと）。按「富登（ほと）」乃女陰，惡其難聽而改名。
根據同卷崇神天皇段的記載，大物主神之妻名為活玉依毘賣命（イクタマヨリビメノミコト）。

### 山城國風土記之記載
現已佚散不傳的《山城國風土記》提及賀茂神社（賀茂別雷神社和賀茂御祖神社之合稱）的創立經過：賀茂建角身命的孩子為建玉依比古命和建玉依比賣命，後者遭火雷神化身而成的紅矢射中，產下賀茂別雷命。

## 解説
玉依媛（たまよりひめ、玉依毘賣、玉依姫）
神名內的「玉依（タマヨリ）」具有「神明的替身」之意，類似巫女這類的神職人員。
此名字在記載中擁有複數的存在，如下列：
- 玉依姫命—— 於『日本書紀』第9冊第7卷記載。為高皇產靈尊之女栲幡千千姬命的女兒。為天忍穗耳尊之妻，天津彥彥火瓊瓊杵尊的母親。

- 玉依姬——大綿津見神之女，鸕鶿草葺不合尊之妻，神武天皇的母親。
- 玉櫛媛——三島湟咋之女，大物主神（又或事代主神）之妻，姬蹈鞴五十鈴姬命的母親。

## 信仰
祭祀玉依媛的神社主要有：
- 賀茂別雷神社（京都市北區）
- 賀茂御祖神社（京都市左京區）
- 各地的加茂神社（日语：加茂神社）
- 溝咋神社（大阪府茨木市）
- 率川神社（奈良縣奈良市，為大神神社之攝社）

## 內部連結
- 大國主神
- 事代主神
- 媛蹈鞴五十鈴媛命